# Helena Vilhelmsson
Helena Vilhelmsson (1965) é uma política sueca. Desde 24 de setembro de  2018, Helena serve como membro do Riksdag, o parlamento da Suécia, representando o distrito eleitoral do Condado de Örebro.